# Михайловская колонна
Михайловская колонна — памятник в Ижевске, установленный на берегу Ижевского пруда в Первомайском районе города.

## История
Михайловская колонна была установлена в Ижевске на Базарной площади (позднее стала называться Соборной) и открыта 8 ноября в 1852 г. по повелению императора Николая I. Она была поставлена в честь великого князя Михаила Павловича, скончавшегося тремя годами ранее в 1849 г. Михаил Павлович являлся августейшим начальником военной промышленности Российской Империи в целом и шефом Ижевского оружейного завода в частности. Колонна была выполнена из чугуна, на вершине которой поставили бронзового ангела (ангела Ижевска) с крестом в руках. Надпись на пьедестале колонны гласила:
Незабвенному Генерал-Фельдцейхмейстеру признательные подчиненные
С другой стороны пьедестала были указаны даты жизни великого князя.
Возведение колонны финансировалось чинами и мастеровыми Ижевского оружейного завода, а её проект был разработан архитекторами завода, руководство которыми осуществлял главный архитектор И. Т. Коковихин. Колонна повторяла собой Александровскую колонну, возведённую в 1834 г. в Санкт-Петербурге.
Строительство велось 2 года. Из чугунных отливок была сделана колонна высотой в 10 саженей. Колонна была выполнена так тщательно, что стыки между отливками можно было отыскать с большим трудом. Колонну венчала статуя ангела высотой 3 м. Высота креста в руках ангела была 4 м. Общая высота памятника составила 28,3 м. Детали памятника отличались тщательностью и изящностью изготовления. Вокруг памятника соорудили ажурную решётку из металлических копий и стволов орудий, направленных в землю.
Колонна находилась недалеко от заводской гауптвахты, и здесь проводились публичные порки шпицрутенами.
После Октябрьской революции в 1918 г. колонна была уничтожена. Чугунные пушки, вероятно, выломанные из ограды Михайловской колонны, десять лет бесхозными пролежали на берегу Ижевского пруда вокруг памятника Дерябину А. Ф. Есть версия, что эти пушки времён 1812 года ранее принадлежали Арсеналу.
Памятник был восстановлен только спустя почти 90 лет, но совпадений нового памятника с оригиналом нет. Высота памятника составляет 19 м, колонна почти по всей высоте облицована ярусами, состоящими из трёх 120°-градусных гранитных сегментов, и лишь последний ярус является сплошным. Колонна представляет собой конус, её диаметр с 3-метровой высоты меняется с 1,6 м до 1,3 м на вершине. Была заново отлита скульптура ангела, автором которой выступил скульптор Павел Медведев, причём для работы он использовал немногочисленные сохранившиеся фотографии. Скульптура ангела развёрнута в противоположную сторону. При компоновке деталей использовались только анкерные соединения без применения строительного раствора. При изготовлении постамента были использованы 4 вида гранита. Четыре коронованных орла на постаменте выполнены Александром Дресвянниковым. Сам памятник оказался во дворе Государственного русского драматического театра и смотрит на завод. Табличка на памятнике гласит:
КОЛОННА УСТАНОВЛЕНА
В ЧЕСТЬ ВЕЛИКОГО КНЯЗЯ
МИХАИЛА ПАВЛОВИЧА
8 НОЯБРЯ 1852 ГОДА

ВОССТАНОВЛЕНА 4 НОЯБРЯ 2007 ГОДА 
Открытие памятника состоялось 4 ноября 2007 г.

## Галерея
- В 1852 году
- После реконструкции 2007 года
- После реконструкции 2007 года
- Памятная табличка в основании колонны (после реконструкции 2007 года)
- Вид на колонну и Драмтеатр
- Вид с высоты